# مقدمه‌ای بر اصول اخلاق و قانون
کتاب مقدمه‌ای بر اصول اخلاق و قانون (به انگلیسی: An Introduction to the Principles of Morals and Legislation) نوشته جرمی بنتام فیلسوف و نظریه‌پرداز حقوقی انگلیسی است، که در سال ۱۷۸۰ نگاشته شد و اولین بار در سال ۱۷۸۹ منتشر شد. این اثر مهم‌ترین کار نظری بنتام است، که نظریه فایده‌گرایی او را در بر می‌گیرد و اولین کتاب مهم در این زمینه است.

## بررسی اجمالی
بنتام اولین فیلسوف بزرگی بود که نظریه فایده‌گرایانه اخلاق را توضیح داد و از آن دفاع کرد. بنتام نیز مانند جان استوارت میل که بسیار بر او تأثیر گذاشت، معتقد بود که شادی یا لذت تنها چیزی است که به خاطر خودش خوب است. او معتقد بود که انسان‌ها، ذاتاً و منحصراً با میل به لذت برانگیخته می‌شوند (نگاهی که به لذت‌گرایی روان‌شناختی معروف است)، و از نظر اخلاقی باید به دنبال به حداکثر رساندن لذت باشند (دیدگاهی که به «لذت‌گرایی اخلاقی» معروف است). در مقدمه‌ای بر اصول اخلاق و قانون، بنتام به‌دنبال تعیین این است که اگر یک سیستم قوانین بر مبنای صرفاً سودگرایانه ساخته می‌شد، چگونه به‌نظر می‌رسید. برای این منظور، بنتام تحلیل‌هایی از انواع لذت‌ها و دردها، منابع لذت‌ها و دردها، چگونگی اندازه‌گیری لذت‌ها و دردها، مؤلفه‌های مرتبط اخلاقی و قانونی اعمال انسان، پیامدهای منفی اعمال مضر، انواع رفتارهایی که برای مجازات «غیرقابل قبول» هستند و طبقات مختلف جرایم ارائه می‌دهد.
این کتاب حاوی چند مورد از معروف‌ترین نقل قول‌های بنتام است. در فصل اول، «اصل سودمندی»، بنتام توضیح می‌دهد که چگونه اعمال، ناشی از میل به لذت هستند و تا آن‌جا که فایده یا شادی ایجاد می‌کنند، درست هستند: «طبیعت بشر را تحت حاکمیت دو ارباب مستقل، درد و لذت قرار داده‌است. . این تنها بر عهده آن‌هاست که به آنچه ما باید انجام دهیم اشاره کنند و همچنین تعیین کنند که چه کاری انجام دهیم.»
فصل هفدهم، «از حدود شعبه جزایی فقه» نیز حاوی تأیید اولیه این ایده است که منافع حیوانات ممکن است از نظر اخلاقی مهم باشد:
«من در بسیاری از جاها متأسفم که بگویم هنوز روزی نگذشته‌است که در آن با بخش عمده‌ای از مواردی چون برده‌ها مواجه نباشم که در آن، در انگلستان، قانون دقیقاً به همان شکلی رفتار می‌شود که با نژادهای پست حیوانات رفتار می‌شود. ممکن است روزی فرا رسد که بقیه موجودات حیوانی به آن حقوقی دست یابند که هرگز جز به دست ظلم و ستم از آن‌ها سلب نمی‌شده‌است. فرانسوی‌ها قبلاً دریافته‌اند که سیاهی پوست دلیلی بر این نیست که انسان را با یک شکنجه‌گر رها کرد. ممکن است روزی تشخیص داده شود که تعداد پاها، تیرگی پوست یا از میان رفتن استخوان خاجی دلایلی برای رها کردن یک موجود به‌دنبال سرنوشت ناکافی هستند. چه چیز دیگری است که باید از خط عبور کند؟ آیا این قوه عقل است، یا شاید قوه گفتمان؟ یک اسب یا سگ، غیر از مقایسه نژادی، نمی‌تواند حیوانی منطقی‌تر و قابل گفتگوتر از یک نوزاد یک روزه یا یک هفته‌ای یا حتی یک‌ماهه باشد!. فرض کنید آن‌ها غیر از این بودند که هستند، چه فایده‌ای داشت؟ سؤال این نیست که آیا آن‌ها می‌توانند استدلال کنند؟ یا می‌توانند صحبت کنند؟ اما آیا آن‌ها می‌توانند رنج ببرند؟»
مقدمه‌ای بر اصول اخلاق و قانون همچنین شامل بحث معروف بنتام در مورد «حساب شادی‌بخش (یا لذت‌گرا)» است، یعنی روش پیشنهادی او برای تعیین این‌که کدام مسیر عملی در آینده بیش‌ترین مقدار خالص از لذت را نسبت به درد ایجاد می‌کند. به عقیده بنتام، هفت عامل را باید در سنجش ارزش یک لذت یا درد در نظر گرفت: شدت آن، مدت آن، درجه قطعیت آن، نزدیکی یا دور بودن آن، باروری آن (یعنی تمایل آن به ایجاد لذت یا درد بیش‌تر). خلوص آن (یعنی این‌که صرفاً لذت‌بخش یا دردناک باشد یا این‌که ترکیبی از این دو باشد) و میزان آن (یعنی تعداد افرادی که به آن‌ها تعمیم می‌یابد).

## بیش‌تر بخوانید
- جیمز ای. کریمینز، «جرمی بنتام»، دایرةالمعارف فلسفه استنفورد، https://plato.stanford.edu/entries/bentham/ .
- جرالد جی. پستما، «بنتام و سنت حقوق مشترک:. انتشارات دانشگاه آکسفورد، ۱۹۸۶.
- HLA هارت، مقالاتی در مورد بنتام. آکسفورد: انتشارات کلرندون، ۱۹۸۲.